# Forschungsstelle für Energiewirtschaft
Die Forschungsstelle für Energiewirtschaft e. V. (FfE) befasst sich auf wissenschaftlicher Basis mit energietechnischen und energiewirtschaftlichen Themen und Aufgabenstellungen. Die FfE ist ein gemeinnütziger Verein mit Mitgliedern aus Energiewirtschaft, Industrie, Wissenschaft und Verwaltung sowie Privatmitgliedern mit Sitz in München. Satzungsgemäße Aufgabe der Forschungsstelle ist die Förderung der Wissenschaft auf dem Gebiet der Energiekunde, der Energietechnik und der mit Energie- und Stoffströmen verbundenen Umweltaspekte. Diese Aufgabe erfüllt sie durch Forschung, Lehre und Weiterbildung, Information und Dokumentation sowie durch die nachuniversitäre Weiterbildung wissenschaftlicher Mitarbeiter.

## Geschichte
Am 29. April 1949 wurde die Gesellschaft für praktische Energiekunde e. V. (GfpE) an der Technischen Hochschule Karlsruhe gegründet. Gründer waren Herbert F. Mueller, H. Meysenburg sowie die drei Gründungsunternehmen RWE AG, Ruhrgas AG und Steag AG. 1952 richtete die GfpE die Forschungsstelle für Energiewirtschaft (FfE) ein, der von der Technischen Hochschule Karlsruhe am 25. März 1954 der Name Forschungsstelle für Energiewirtschaft an der Technischen Hochschule Karlsruhe gegeben wurde. Am 30. Juni 1969 wurde der Sitz der GfpE und FfE nach München verlegt.
Herbert F. Mueller war von der Gründung der Gesellschaft bis zu seiner Pensionierung im Jahr 1966 Geschäftsführer der GfpE. 1967 übernahm Helmut Schaefer die Leitung der FfE.
Ab 1995 wurde die FfE von Wolfgang Mauch, Honorarprofessor an der TU München, als Geschäftsführer geleitet. Mauch trat zum 30. November 2021 in den Ruhestand. Wissenschaftlicher Leiter war bis zu seinem Eintritt in den Ruhestand am 1. Dezember 2020 Ulrich Wagner, emeritierter Ordinarius am Lehrstuhl für Energiewirtschaft und Anwendungstechnik der TU München.
Seit Mai 2021 wird die FfE von Serafin von Roon als Geschäftsführer geleitet. Als weiterer Geschäftsführer wurde am 1. September Christoph Pellinger benannt.

## Tätigkeitsbereiche

### Digitalisierung
Neben dem Ausbau der erneuerbaren Energien wird die Digitalisierung der Energiewirtschaft mit einer zunehmenden Vernetzung der Infrastruktur das Energiesystem und seine Akteure verändern.
Den Grundstein legen dabei der in Deutschland im Jahr 2017 startende Rollout von modernen Messeinrichtungen und intelligente Messsysteme sowie die damit verbundenen IT-Prozesse. Diese neue Infrastruktur bietet die Möglichkeit, Prozesse zu vereinfachen bzw. zu automatisieren (z B. Abrechnung von Energiekosten) und neue Komponenten in das System zu integrieren (z. B. durch Ansteuerung flexibler Einheiten, wie einzelner Wechselrichter). Die Forschungsstelle untersucht, wo die Chancen und Risiken einer voll vernetzten Energieinfrastruktur liegen und beschäftigt sich mit Innovationen wie der Blockchain-Technologie.

### Mobilität
Die Forschungsstelle untersucht, wie im Bereich der Mobilität langfristig eine Abkehr von fossilen Brennstoffen und damit auch eine Reduzierung von CO2-Emissionen erreicht werden kann. Im Vordergrund stehen Forschungsprojekte zum Thema Intelligentes Lademanagement von Elektrofahrzeugen oder Integration von Photovoltaikenergie in Elektrofahrzeuge
Als Projektpartner in der Modellkommune Garmisch-Partenkirchen war die FfE mit den Projekten Sun2Car@GAP und Smart Grid – Grundlage einer elektromobilen Zukunft maßgebend beteiligt. Sun2Car@GAP zeigt, dass durch den Einsatz von Elektrofahrzeugen der Eigenverbrauch von selbst erzeugtem Photovoltaikstrom weiter gesteigert werden kann.
Hauptziel des Projektes Smart Grid Controller ist die Entwicklung eines wirtschaftlichen, nachhaltigen und kostengünstigen Smart Grid-Konzeptes zur Maximierung des Anteils von elektrischen Fahrzeugen und erneuerbaren Energien.

### Speicher und Netze
Der Verein setzt sich mit den Auswirkungen des Ausbaus erneuerbarer Energien auf die Netzinfrastruktur auseinander. Zielsetzung ist eine zukunftsgerichtete und ganzheitliche Netzplanung.
Im Forschungsprojekt MONA 2030 (Merit Order Netz-Ausbau 2030) wurde ein ganzheitlicher, systemübergreifender Vergleich von Maßnahmen und Technologien zur Netzoptimierung, speziell im Hinblick auf die Einspeisung hoher Anteile erneuerbarer Energien in die Übertragungs- und Verteilnetze durchgeführt. Das Projekt wurde im Rahmen der Förderinitiative Stromnetze der Bundesregierung durch das Bundesministerium für Wirtschaft und Energie gefördert (Förderkennzeichen 03ET4015).
Im Bereich der Energiespeicher wurde im Rahmen des Forschungsprojektes Merit Order der Energiespeicherung 2030 untersucht, welche Systeminfrastruktur (Kraftwerke, Netze, Speicher) unter gegebenen Randbedingungen (CO2-Ziele, Erneuerbare Energien etc.) aus Kostensicht am günstigsten für das Versorgungssystem ist. Das Projekt wurde gefördert von der Bundesregierung im Rahmen der Förderinitiative Energiespeicher.

### Versorgung und Markt
In diesem Bereich werden Analysen der Energieversorgungsstrukturen unter Berücksichtigung des jeweiligen Marktumfeldes durchgeführt, um Aussagen hinsichtlich des zukünftigen Energiebedarfs treffen zu können. Neben dem Ausbau erneuerbarer Energien ist hier auch eine effizientere Nutzung fossiler Brennstoffe ein wichtiger Forschungsschwerpunkt.

### Ressourcen und Klimaschutz
Vor dem Hintergrund künftiger Ressourcenverfügbarkeit und steigender Treibhausgasemissionen durch die Nutzung fossiler Brennstoffe hat die FfE Forschungsprojekte in den Bereichen Reichweitenabschätzung knapper Ressourcen, Auswirkungen des Klimawandels, CO2-Verminderung und alternative CO2-Ausgleichsmaßnahmen durchgeführt. In den letzten Jahren wurde an der FfE ein flächendeckendes, räumlich und zeitlich hoch aufgelöstes Energiesystemmodell (FREM) entwickelt, das die Bearbeitung von komplexen energietechnischen und wirtschaftlichen Fragestellungen ermöglicht und räumlich differenzierte Aussagen für viele energiewirtschaftliche Bereiche liefert. Dieses Energiesystemmodell nutzt zur Modellierung unterschiedlichste Fachdaten, statistische Datenquellen und Verteilungsschlüssel. Es wird eine flexible und gleichzeitig über alle Aggregierungsebenen und Datenquellen konsistente Datenbasis sichergestellt.

### Industrielle Anlagen und Prozesse
In diesem Tätigkeitsfeld werden im industriellen Bereich Untersuchungen hinsichtlich bestehender Energieeinsparpotenziale durchgeführt. Hierzu werden Messungen zur Erfassung energetischer Daten, Verbrauchswerte und Emissionen durchgeführt.

### Gebäude und Geräte
Im Vordergrund stehen hier die Konzepterstellung zur Verminderung des Energieverbrauchs und der CO2-Emissionen.

## Tochtergesellschaft
Die Forschungsgesellschaft für Energiewirtschaft mbH ist eine 100-prozentige Tochtergesellschaft der FfE e. V. Sie wurde am 16. Februar 2001 unter dem Namen enwikon – Energiewirtschaftliche Konzepte GmbH gegründet.

## Fachtagung
Seit 1977 veranstaltet die Forschungsstelle für Energiewirtschaft alle zwei Jahre eine Fachtagung zu aktuellen Themen aus der Energiewirtschaft.
Die Vorträge der Fachtagung erscheinen als Tagungsband in der Schriftenreihe der Forschungsstelle für Energiewirtschaft.

## Wissenschaftlicher Erfahrungsaustausch

### Bayerische Energieeffizienz-Netzwerk-Initiative
Die Forschungsstelle für Energiewirtschaft unterstützt die EnergieEffizienz-Netzwerk-Initiative (BEEN-i) mit Fachbeiträgen im Bereich der Erfolgreichen Einführung von Energieeffizienznetzwerken.

### Transferforschung für die Reallabore der Energiewende zu Sektorkopplung und Wasserstoff (Trans4ReaL)
Im Rahmen des Vorhabens Trans4ReaL analysieren Wissenschaftlerinnen und Wissenschaftler unter Leitung der FfE in München die Ergebnisse der Reallabore zu Sektorkopplung und Wasserstofftechnologien übergreifend.

### Forschungsprojekt Bidirektionales Lademanagement
Die FfE ist am Forschungsprojekt BDL – Bidirektionales Lademanagement unter der Trägerschaft des Deutschen Zentrums für Luft- und Raumfahrt (DLR) beteiligt.

### Reallabor für verNETZte E-Mobilität (unIT-e²)
Die FfE ist Konsortialführerin des Forschungsprojektes unIT-e². Das Projekt unIT-e² adressiert die ganzheitlich optimierte und nachhaltige Integration der Elektromobilität in das Energiesystem sowie die damit verbundenen Herausforderungen.

### Leitprojekt TransHyDE – Systemanalyse zu Transportlösungen für grünen Wasserstoff
Im Rahmen des Wasserstoff-Leitprojektes TransHyDE soll die prospektive Wasserstoff-Transport-Infrastruktur in Deutschland untersucht werden. Das durch das Bundesministerium für Bildung und Forschung (BMBF) geförderte Forschungsvorhaben ist im April 2021 gestartet und wird durch ein Konsortium aus über 50 Mitgliedern bearbeitet. Die FfE ist in dem Teilverbund Systemanalyse (TransHyDE-Projekt Sys) an dem Projekt beteiligt.

### Bayerische Koordinierungsstelle für Reallabore
In Bayern soll in sogenannten Reallaboren zur Energiewende geforscht werden. Dazu schafft das Wirtschaftsministerium mit der „Bayerischen Koordinierungsstelle für Reallabore“ eine Anlaufstelle für Unternehmen, Kommunen und Forschungseinrichtungen. Hier sollen die bayerischen Partner für die Einreichung eines Projekts im Rahmen des Förderaufrufs des Bundeswirtschaftsministeriums (BMWi) zu den Reallaboren der Energiewende (www.energieforschung.de/foerderkonzept-reallabore) zusammenfinden. Organisiert wird die Koordinierungsstelle durch die Forschungsstelle für Energiewirtschaft.

### Bayern Innovativ
Seit 2010 ist die FfE Mitglied im Cluster Energietechnik der Bayern Innovativ GmbH, die 1995 von der Bayerischen Staatsregierung initiiert und gemeinsam von Politik, Wirtschaft und Wissenschaft zum Innovations- und Wissenstransfer gegründet wurde. Sie beteiligt sich dabei als vorschlagsberechtigte Stelle an der Vergabe des Bayerischen Energiepreises, der vom Bayerischen Staatsministerium für Wirtschaft und Medien, Energie und Technologie gemeinsam mit der Bayern Innovativ GmbH 2016 zum 10. Mal vergeben wird.

## Veröffentlichungen
Die FfE veröffentlicht ihre Forschungsergebnisse regelmäßig in Fachzeitschriften aus der Energiewirtschaft in Form von Fachbeiträgen, Interviews und Projektberichten. Die Forschungsstelle ist in nationalen und Internationalen Konferenzen und Workshops mit Fachvorträgen vertreten. Studienergebnisse werden der Öffentlichkeit über die Webseite der Forschungsstelle zur Verfügung gestellt.